# Diocesi di Sabrata
La diocesi di Sabrata (in latino Dioecesis Sabratensis) è una sede soppressa e sede titolare della Chiesa cattolica.

## Storia
Sabrata, il cui sito archeologico è tra i più importanti della Libia nord-occidentale, è un'antica sede episcopale della provincia romana della Tripolitania.
Gli scavi archeologici hanno portato alla luce diversi edifici cristiani, tra i quali è identificata con certezza la cattedrale vescovile, a due absidi con battistero, edificata sulla precedente basilica civile.
Sono cinque i vescovi documentati di Sabrata. Durante il concilio di Cartagine convocato il 1º settembre 256 da san Cipriano per discutere della questione relativa alla validità del battesimo amministrato dagli eretici, Natale di Oea rappresentò anche il vescovo Pompeo di Sabrata, che era assente alla riunione. Donato partecipò al concilio di Cabarsussi, tenuto il 24 giugno 393 dai massimianisti, setta dissidente dei donatisti, e ne firmò gli atti; fu condannato, assieme agli altri vescovi massimianisti, nel concilio donatista di Bagai del 24 aprile 394. Il cattolico Nado intervenne alla conferenza di Cartagine del 411, che vide riuniti assieme i vescovi cattolici e donatisti dell'Africa romana; la sede non aveva un vescovo donatista, poiché era deceduto poco prima della riunione. Vicis, spesso tradotto nelle lingue moderne con Vincenzo, venne esiliato dal re vandalo Genserico in un'epoca compresa tra il 445 e il 454, come ricorda Vittore di Vita nella sua storia delle persecuzioni vandale; il suo nome appare nel martirologio romano alla data del 28 novembre assieme ad altri vescovi perseguitati dai vandali. Ultimo vescovo conosciuto di questa diocesi africana è Leone, il cui nome occupa il 2º posto nella lista dei vescovi della Tripolitania convocati a Cartagine dal re vandalo Unerico nel 484; Leone, come tutti gli altri vescovi cattolici africani, fu condannato all'esilio.
Dal XX secolo Sabrata è annoverata tra le sedi vescovili titolari della Chiesa cattolica; dal 1º marzo 2011 il vescovo titolare è Timoteo Hikmat Beylouni, esarca apostolico del Venezuela dei Siri.

## Cronotassi

### Vescovi
- Pompeo † (menzionato nel 256)
  - Donato † (prima del 393 - dopo il 394) (vescovo donatista)
- Nado † (menzionato nel 411)
- San Vice (Vincenzo ?) † (menzionato nel 445/454)
- Leone † (menzionato nel 484)

### Vescovi titolari
- John Francis Regis Canevin † (16 gennaio 1903 - 20 dicembre 1904 succeduto vescovo di Pittsburgh)
- Martin Kheberich † (9 dicembre 1915 - 29 aprile 1951 deceduto)
- John Joseph Graham † (25 novembre 1963 - 4 agosto 2000 deceduto)
- Solomon Amanchukwu Amatu (22 dicembre 2000 - 28 maggio 2005 nominato vescovo coadiutore di Okigwe)
- Sabino Ocan Odoki (22 luglio 2006 - 20 ottobre 2010 nominato vescovo di Arua)
- Timoteo Hikmat Beylouni, dal 1º marzo 2011